# Jaan Jõgever

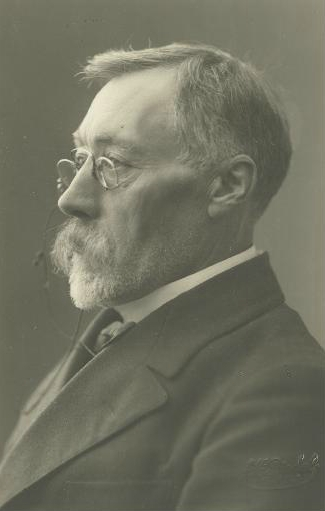
Jaan Jõgever

Jaan Jõgever (* 15. Junijul. / 27. Juni 1860greg. in Hindu (Saaremaa); † 6. November 1924 in Tartu) war ein estnischer Sprachwissenschaftler und Lektor sowie Professor an der Universität Tartu.

## Ausbildung und beruflicher Werdegang
Jõgever ging nach Absolvierung der Volksschule in seiner Heimatgemeinde 1873 nach Riga, wo er bis 1877 die geistliche Schule und anschließend das Priesterseminar besuchte. Nachdem er sich von dem Wunsch seines Vaters, ihn zum Priester ausbilden zu lassen, befreit hatte, verließ er 1882 die Einrichtung ohne Abschluss. Er machte als Externer Abitur in Tallinn und ging 1883 zum Studium nach Tartu. Dort begann er an der rechtswissenschaftlichen Fakultät, wechselte aber bald in die historisch-sprachwissenschaftliche, um Slawistik zu studieren. Nach einem halben Jahr in Sankt Petersburg schloss er das Studium 1887 mit einer vergleichenden Arbeit über das Tierepos im Slawischen und Finnischen ab.
Jõgever begann seine berufliche Karriere am Hugo-Treffner-Gymnasium, wo er von 1884 bis 1889 Russischlehrer war. Anschließend arbeitete er drei Jahre als Schulinspektor für die Volksschulen in den Schulbezirken Tallinn und Rakvere. Von 1892 bis 1903 war er Zensor in Tartu, danach Buchhalter bei der Hypothekgesellschaft der livländischen Städte (1903–1909) und wieder Lehrer am Hugo-Treffner-Gymnasium, diesmal jedoch für Estnisch. Dieses Amt behielt er bis 1920, während er ab 1909 parallel dazu auch Lektor für Estnisch an der Universität Tartu war.
Nach der Unabhängigkeit Estlands und der Wiedereröffnung der Universität als estnischsprachige Universität nahm er seit 1919 die Aufgaben der (neugeschaffenen) Professur für estnische Sprache wahr. Im Jahre 1924 wurde er zum ordentlichen Professor ernannt, konnte in dieser Position aber nicht mehr lange arbeiten, da er im gleichen Jahr starb.

## Sonstige Tätigkeiten und kulturhistorische Bedeutung
Jõgever gehörte von 1885 bis 1892 dem Vorstand der Estnischen Literärischen Gesellschaft an und redigierte deren Jahrbücher. Gleichzeitig war er von 1886 bis 1890 verantwortlicher Redakteur der Monatszeitschrift Oma Maa ('Unser Land', 1884–1891), die von Mihkel Veske (1884–1885) und Hugo Treffner (1886–1891) herausgegeben wurde.
1906 gründete er die Zeitschrift Eesti Kirjandus ('Estnische Literatur'), deren ersten zwei Jahrgänge er aus eigener Tasche bezahlte. Danach wurde sie von der Estnischen Literaturgesellschaft übernommen, zu deren Gründungsmitgliedern er zählte. Auch war er 1922–1924 Vorsitzender dieser Gesellschaft. 
Jõgever hat auch belletristische Werke verfasst und Übersetzungen angefertigt. Außerdem edierte wichtige Sammlungen zur estnischen Kulturgeschichte und war Verfasser von Schulbüchern und Handbucheinträgen über Estland für deutsche und russische Enzyklopädien.

## Publikationen
- Eesti muinasjutud. Jurjev: Postimees 1915. 119 S.
- Eesti keele häälikute ajalugu. Tartu: E. K.-Ü. Postimehe trükk 1918. 224 S.
- Eesti muinasjutud koolidele. Tartu: Eesti Kirjanduse seltsi Koolikirjanduse-toimkond 1924. 280 S.